# Isabella Fidjeland
Isabella Fidjeland (21 dicembre 1996) è un'ex sciatrice alpina norvegese.

## Biografia
Specialista delle prove tecniche attiva dal novembre del 2011, Isabella Fidjeland nel 2014 si è laureata campionessa nazionale di slalom gigante; ha disputato alcune gare di Coppa Europa a Hemsedal nello stesso anno, ottenendo l'unico piazzamento il 1º dicembre in slalom gigante (38ª), e di è ritirata durante la stagione 2020-2021: la sua ultima gara in carriera è stata uno slalom speciale universitario disputato a Park City il 19 febbraio. Non ha esordito in Coppa del Mondo e non ha preso parte a rassegne olimpiche o iridate.

## Palmarès

### Campionati norvegesi
- 1 medaglia[1]:
  - 1 oro (slalom gigante nel 2014)

### Campionati norvegesi juniores
- Campionessa norvegese juniores di slalom speciale nel 2014[senza fonte]